# Теорема Стюарта
Теорема Стюарта — метрична теорема в евклідової планіметрії.

Теорема Стюарта

| Якщо точка D лежить на стороні BC трикутника ABC, то {\displaystyle AD^{2}=b^{2}\,{\frac {x}{a}}+c^{2}\,{\frac {y}{a}}-xy,} де {\displaystyle y=CD}, і {\displaystyle x=BD}. |

## Доведення
На малюнку точка {\displaystyle D} є точкою перетину {\displaystyle p} з {\displaystyle BC}
{\displaystyle AB^{2}=BD^{2}+AD^{2}-2AD\cdot BD\cos \angle ADB}
{\displaystyle AC^{2}=AD^{2}+DC^{2}-2AD\cdot DC\cos \angle ADC=AD^{2}+DC^{2}+2AD\cdot DC\cos \angle ADB}
Помноживши перше рівняння на {\displaystyle DC} ,а друге - на {\displaystyle BD} ,отримаємо:
{\displaystyle AB^{2}DC=BD^{2}DC+AD^{2}DC-2AD\cdot BD\cdot DC\cos \angle ADB}
{\displaystyle AC^{2}BD=AD^{2}BD+DC^{2}BD+2AD\cdot DC\cdot BD\cos \angle ADB}
Складемо рівняння:
{\displaystyle AB^{2}DC+AC^{2}BD=BD^{2}DC+AD^{2}DC+AD^{2}BD+DC^{2}BD}
{\displaystyle AD^{2}(DC+BD)=AB^{2}DC+AC^{2}BD-BD^{2}DC-DC^{2}BD}
{\displaystyle AD^{2}(DC+BD)=AB^{2}DC+AC^{2}BD-BD\cdot DC(BD+DC)}
{\displaystyle AD^{2}={\frac {AB^{2}DC}{BD+DC}}+{\frac {AC^{2}BD}{BD+DC}}-BD\cdot DC}
Або :
{\displaystyle AD^{2}={\frac {AB^{2}DC}{BC}}+{\frac {AC^{2}BD}{BC}}-BD\cdot DC}

## Історія
Теорема названа по імені її сформулював і довів англійського математика М. Стюарта (Stewart Matthew: 1717, Ротсей, Шотландія — 1785, Единбург) і опублікував її в праці «Деякі загальні теореми» (1746, Единбург). Теорему повідомив Стюарту його вчитель Роберт Сімсон, який опублікував цю теорему лише в 1749 р.

## Застосування
Теорему можна використовувати для знаходження медіан и бісектрис трикутників.
Наслідком теореми Стюарта є теорема Птолемея.
Теорема, обернена до теореми Стюарта, не вірна.